# White Wind
White Wind è il nono EP del gruppo musicale sudcoreano Mamamoo. Contenente sette canzoni, è uscito il 14 marzo 2019 sotto RBW, contemporaneamente al singolo estratto Gogobebe. 
L'EP è il quarto e ultimo album del progetto 4 Seasons, 4 Colors.

## Tracce
1. Where R You – 3:08 (testo: Cosmic Sound, Cosmic Girl, Moonbyul – musica: Cosmic Sound, Cosmic Girl)
2. Gogobebe (고고베베?) – 3:15 (testo: Kim Do-hoon, Solar, Moonbyul – musica:   - Kim Gun-mo
  - Kim Do-hoon
)
3. Waggy (쟤가 걔야?) – 3:12 (testo: Kim Do-hoon, Moonbyul – musica: Kim Do-hoon)
4. Wheein – 25 – 3:22 (testo: Park Woo-sang, Wheein – musica: Park Woo-sang)
5. Bad Bye – 4:33 (testo: B.O., Moonbyul – musica: Jeon Da-woon, B.O.)
6. My Star – 3:11 (testo: Cosmic Sound, Cosmic Girl, Moonbyul – musica: Cosmic Sound, Cosmic Girl)
7. 4season (Outro) – 1:22 (Park Woo-sang)

## Classifiche

### Album
| Classifica (2019) | Posizione massima |
| ----------------- | ----------------- |
| Corea del Sud     | 1                 |
| Francia           | 101               |

### Singoli
"Gogobebe"
| Classifica(2019)                | Posizione massima |
| ------------------------------- | ----------------- |
| New Zealand (Recorded Music NZ) | 34                |
| Singapore (RIAS)                | 25                |
| South Korea (Gaon)              | 5                 |